# Alltagsrassismus
Als Alltagsrassismus werden allgemein verbreitete und diffuse Alltagsvorstellungen bezeichnet, die auf Basis bestimmter körperlicher Merkmal ein „Wir“ und ein „die Anderen“ konstruieren. Daraus resultieren machtvolle, ausgrenzende soziale Praktiken, die die eigene „Normalität“ gegenüber den „Anderen“ äußert, mit der Folge, dass die als „anders“ Kategorisierten ausgeschlossen werden. Nach Siegfried Jäger müssen für das Vorhandensein von Rassismus in alltäglichen Situationen drei Faktoren vorliegen: 1. Die Kategorisierung von Andersartigkeit; 2. Die negative Bewertung der Anderen und 3. Das Vorhandensein von Machtungleichheit.

## Alltag als Entstehungsort
Für die Soziologen Peter L. Berger und Thomas Luckmann ist der „Alltag“ der prägendste Bereich, in dem Menschen ihre Erfahrungen machen. Entsprechend können die „kleinen“ Formen von Rassismus besonders nachhaltig wirken und werden sowohl von den Betroffenen als auch von den Akteuren und den „Unbeteiligten“ verinnerlicht. Jürgen Link beschreibt diese Verinnerlichungsprozesse als Normalisierung. Dazu dienen einfache Symboliken, die eine soziale Gruppe teilt. Diese kollektiven Symbole – z. B. im Bereich des Sports – liefern mythenhafte einfache und nicht hinterfragte Erklärungen und ganze Weltbilder. Rassistisches Denken und Handeln fällt den Beteiligten somit nicht auf. Sie glauben oft fest daran, tatsächlich nicht rassistisch zu sein.
Die Kritische Weißseinsforschung stellt dabei fest, dass „Weiße“ sich auch in Deutschland als bestimmende Norm wahrnehmen. Sie sehen sich als die dominante Bevölkerungsgruppe und erlangen eine privilegierte Position. Die dominante „weiße“ Position wird erst durch Abgrenzung geschaffen. Dabei setzt sie sich in einem bestimmenden Verhältnis zu dem Besonderen, Minderen, Anderen und eben Fremden und erfährt darüber sich selbst als etwas Eigenes. Aufgrund der Dominanz erscheint dieses Verhältnis als unauffällig und alltäglich: nicht das Weißsein wird wahrgenommen, sondern das, was nicht-weiß ist. Ausgrenzendes Verhalten geschieht hier nicht unbedingt absichtsvoll, sondern wird zumeist von „Weißen“ selbst im Alltag nicht wahrgenommen: Fatima El-Tayeb beschreibt die Schwierigkeit „Weißer“, den Blick auf sich selbst und ihre machtvolle Wirkung zu richten, als „Farbenblindheit“.

## Abgrenzung des Begriffs
Zumeist dient der Begriff als Abgrenzung zum Rassismus von Politikern, Autoren, Organisationen und Medien, die eine mehr oder weniger ausgeformte Theorie des Rassismus verfolgen. Teile der Forschung (T.A. van Dijk 1990, 1991) und der EU-Untersuchungsausschuss Rassismus und Ausländerfeindlichkeit (1990) unterscheiden hier zwischen dem Rassismus einer Elite und dem Rassismus der sozialen Basis. Leiprecht (2001) sieht hier vor allem einen vielfach subtiler praktizierten Rassismus in Unterscheidung zum offen geäußerten Rassismus in der Form eines rassistisches Wissen und Rassismus ohne Rassen (Stuart Hall).

## Untersuchungen
Seit Mitte der 1980er Jahre gibt es erste Untersuchungen zum Begriff Alltagsrassismus – z. B. in Großbritannien, den USA und den Niederlanden.

### Diskursanalytische Untersuchung
Das Duisburger Institut für Sprach- und Sozialforschung führt seit Anfang der 1990er-Jahre erstmals auch in der Bundesrepublik kritische diskursanalytische Untersuchungen durch. Es stellt in seiner Untersuchung „Rassismus im Alltag“ anhand von 22 „Tiefeninterviews mit Bürgerinnen und Bürger (aus Westdeutschland) deutscher Herkunft“ die These auf, dass folgende „Aussagen über Minderheiten“ und Einwanderer „dominant“ vertreten seien, die als „vielfach höchst ideologiebefrachtet“ anzusehen seien (eine Auswahl):
- Die Einwanderer sind dazu eingeladen worden, in unser Land zu kommen.
- Sie verursachen den Niedergang der Stadt bzw. der Nachbarschaft.
- Sie (die eingewanderten Arbeiter) arbeiten hart.
- Sie nehmen unsere Häuser in Beschlag.
- Sie missbrauchen unser System der sozialen Sicherheit und leben von Sozialhilfe.
- Sie müssen sich unseren Normen und Regeln anpassen.
- Sie haben andere Lebensgewohnheiten, Sitten und Gebräuche.
- Erziehung sollte nur in unserer Sprache stattfinden.

### Studie zum Einfluss der politischen Eliten
Das Forschungsprojekt Racism at the Top des Österreichischen Ministerium für Wissenschaft und Verkehr untersuchte Ende der 1990er-Jahre unter der Leitung von Ruth Wodak (Universität Wien) und Teun A. van Dijk (Universität Amsterdam) die Rolle politischer Eliten bei der Entstehung und Reproduktion von Alltagsrassismus als diskursive Form. Untersucht wurden dabei die Parlamentsreden sieben westeuropäischer Staaten. In der Beschreibung des Projekts hieß es dazu:

„Eingedenk der Tatsache, daß politisches Handeln primär sprachliches Handeln ist, war es das Hauptanliegen dieses Forschungsprojektes, der Frage nachzugehen, inwieweit sich offene und verdeckte Formen von Rassismus im politischen Diskurs manifestieren, wie rassistische und fremdenfeindliche Vorurteile gegenüber AusländerInnen sprachlich reproduziert werden bzw. wie sie mit den Mitteln der Sprache aufgedeckt und bekämpft werden (können).“

### Alltagsrassismus und struktureller Rassismus
Philomena Essed vom Forschungsprojekt Racism at the Top untersuchte neben den alltäglichen subtilen interaktionalen Diskriminierungen den Zusammenhang mit institutionellen und strukturellen Formen von Alltagsrassismus.
Für Deutschland untersuchte Mark Terkessidis in seinem Buch "Die Banalität des Rassismus. Migranten zweiter Generation entwickeln eine neue Perspektive" 2004 erstmals die Auswirkungen des Alltagsrassismus aus der Sicht der Betroffenen (er arbeitet u. a. mit Michel Foucaults Konzept des "Wissens der Leute"). Dabei hat sich Terkessidis auf die "kleinen", scheinbar unwichtigen Erlebnisse konzentriert. Abgeleitet von seiner Rassismusdefinition fragte Terkessidis nach den Erfahrungen im Bereich der Staatsbürgerschaft (Zugehörigkeit), der kulturellen Hegemonie (Familie, Schule) und des Arbeitsmarktes.
Er konnte dabei eine Reihe von "rassistischen Situationen" herausarbeiten, in denen Personen mit "rassistischem Wissen" konfrontiert werden. Diese Situationen hat er mit Neologismen bezeichnet: 1. Die Entfremdung ("Ursprungssituationen", bei denen Personen erstmals bemerken, dass ihre Zugehörigkeit bestritten wird), 2. die Verweisung (Personen wird durch Fragen wie "Woher kommst du?" fortlaufend klargemacht, dass sie an einen anderen Ort gehören), 3. die Entantwortung (das Aufrufen von Klischees, "südländisches Temperament" o. ä., mit denen Personen erklärt wird, wie sie eigentlich sind), 4. die Entgleichung (Personen wird ein Defizit unterstellt: "Sie sprechen aber gut Deutsch" und gleichzeitig macht sich die unterstellende Person zum Richter über das Defizit und wertet sich damit auf) und 5. die Spekularisation (in Anlehnung an Luce Irigaray verstanden als Situationen, in denen Personen oft auch nonverbal zum negativen Spiegel gemacht werden).
Für Deutschland haben zuletzt Wiebke Scharathow (Jugendliche) und Karim Fereidooni (Lehrer) empirische Arbeiten zum Thema Alltagsrassismus vorgelegt.

### Kommunikationspraxis im Sozialwesen
Claus Melter stellte mit seiner Studie „Rassismuserfahrungen in der Jugendhilfe“ von 2006 die These auf, dass struktureller und institutioneller Rassismus alltäglich seien und betonte die Kategorie Alltagsrassismus in veröffentlichten Diskursen. Als institutionellen Alltagsrassismus bewertete er von Institutionen / Organisationen unbeabsichtigt oder beabsichtigt systematisch praktizierte benachteiligende Handlungspraxen gegenüber rassialisierten, kulturalisierten oder ethnisierten Personen. Institutioneller Rassismus werde z. B. durch unzureichende Förderung im Schulsystem praktiziert. Als struktureller Alltagsrassismus sei die von Rassialisierungs- und Ethnisierungsprozessen beeinflusste Verteilung in den Bereichen Arbeits- und Wohnungsmarkt und von ökonomischen Ressourcen anzusehen. So ist ein fremd klingender Familienname häufig Anlass zu Diskriminierung bei der Arbeits- oder Ausbildungsplatzsuche. Als Alltagsrassismus wurden nach Melter verschiedene alltäglich ausgeübte Formen des Rassismus bezeichnet, beispielsweise:
- Ehrdelikte oder abwertende Sprüche,
- das Konstrukt des ‚Übersehen und Ignorieren‘ von als ‚fremd‘ empfundenen Personen, wobei in seiner zuschreibenden Konstruktion von ‚Fremden‘ stets das konstruierte Bild von ‚weißen‘ Deutschen als Gegenbild fungiere (siehe auch Xenophobie),
- Diskriminierung bei der Wohnungssuche,
- Diskriminierung bei der Arbeitsplatzsuche durch die Vorrangsregelung für Arbeitnehmer mit EU- und deutscher Staatsangehörigkeit,
- systematisch schlechtere Förderung im Bildungsbereich und dementsprechende Benachteiligung auf dem Arbeitsmarkt.

Diese Akte seien nicht unbedingt ein Zeichen von rechtsextremer Gesinnung, sondern könnten auch ein Ausdruck verinnerlichter Vorurteile sein. Teilweise würden diese auch als „Stammtischparolen“ bezeichnet. Auch die Ausgrenzung infolge von behauptetem institutionellen Rassismus, beispielsweise die verfassungsmäßige Rechtsstellung von Menschen in Abhängigkeit von ihrem Aufenthaltsstatus, falle darunter.

## Alltagsrassismus in Deutschland
2009 besuchte der Sonderberichterstatter zu Rassismus der Vereinten Nationen Githu Muigai Deutschland und bemängelte bei Politik und Gesellschaft Defizite im Kampf gegen Alltagsrassismus. So werde in Deutschland immer noch Rassismus mit Rechtsextremismus gleichgesetzt und damit nicht ausreichend wahrgenommen. Hier seien ähnliche Mängel wirksam wie beim institutionellen Rassismus in Deutschland: „Polizei, Behörden und Gerichte müssen noch einiges tun“.
Als einen Schritt in die richtige Richtung bezeichnete der UN-Sonderberichterstatter die Einführung des Allgemeinen Gleichbehandlungsgesetzes (AGG). Das Gesetz sei jedoch noch reformbedürftig. Als konkretes Beispiel nannte Muigai Klagen von Migranten über Diskriminierung durch Vermieter bei der Wohnungssuche. In diesem Zusammenhang forderte er auch die bessere personelle Ausstattung der Antidiskriminierungsstelle des Bundes sowie deren Präsenz auf Länderebene.
Kritisiert wurde auch die geringe Präsenz von Migranten im öffentlichen Leben der Republik und ihre geringe politische Teilhabe. Mit Muigai besuchte nach 14 Jahren zum ersten Mal wieder ein UN-Sonderberichterstatter zu Rassismus die Bundesrepublik. Ein ausführlicher Bericht wurde im Februar 2010 veröffentlicht.
Das Statistische Bundesamt erklärte 2017 auf Basis des Mikrozensus 2014, dass Menschen mit Migrationshintergrund im Jahr 2014 seltener in Wohneigentum lebten als andere Menschen. Sie zahlten eine höhere Bruttokaltmiete pro Quadratmeter. Dies sei nur teilweise darauf zurückzuführen, dass sie häufiger in Großstädten wohnten, wo das Wohnen teurer war als in ländlichen Regionen, denn sie zahlten auch in Städten höhere Mieten. Vor allem eingewanderte Ausländer lebten häufiger zur Miete; Spätaussiedler hingegen lebten überdurchschnittlich häufig in Wohneigentum.